# Solanum sect. Graciliflorum
Solanum sect. Graciliflorum es una sección del género Solanum.
Incluye las siguientes especiesː
- Solanum chenopodinum F. Muell.
- Solanum ferocissimum Lindl.
- Solanum furfuraceum R. Br.
- Solanum nemophilum F. Muell.
- Solanum stelligerum Sm.